# كريم ثابت
كريم ثابت هو صحفي مصري. شارك محمود أبو الفتح ومحمد التابعي في تأسيس جريدة المصري، ثم باع حصته لأبي الفتح بعد أن اختاره الملك فاروق مستشارًا صحفيًا له سنة 1942.

## أسرته
ينتمي كريم ثابت إلى أسرة تمصرت بالهجرة من الشام في أواسط القرن القرن التاسع عشر. كان والده رئيسا لتحرير جريدة المقطم، التي كانت وثيقة الصلة بسلطات الاحتلال الإنجليزي. وقد ورث كريم ثابت عن أبيه رئاسة تحرير المقطم.

## تأسيس جريدة المصري
شارك كريم ثابت في تأسيس جريدة المصري مع الصحفيين البارزين محمود أبو الفتح ومحمد التابعي، اللذين كانا رفيقيه في المكتب ذاته بجريدة الأهرام. فاستقال ثلاثتهم من الأهرام، وباع الشيخ أحمد أبو الفتح فدانين آخرين من فدادينه، دفع ابنه بثمنهما حصته في الجريدة، كما وضع التابعي وكريم ثابت مدخراتهما في مشروع الجريدة الجديدة، التي صدرت سنة 1936، وكانت ندًا قويًا للأهرام، ولم يلبث التابعي أن باع حصته في الجريدة لحزب الوفد وتفرغ لمجلته الأسبوعية «آخر ساعة»، ثم عين الملك فاروق كريم ثابت مستشارًا صحفيًا له، فاضطر ثابت إلى بيع حصته لأبي الفتح، ثم اشترى أبو الفتح حصة الوفد التي أخذها من التابعي، فصار أبو الفتح المالك الوحيد للجريدة.

## مستشارًا صحفيًا للملك فاروق
في سنة 1942 اختار الملك فاروق كريم ثابت مستشارًا صحفيًا له، وهو منصب لم يكن له وجود قبل ذلك، بل أُنشئ لأول مرة من أجله. وكان المستشرق البريطاني السير والتر سمارت ـ المستشار الشرقي في السفارة البريطانية ـ هو الذي رشحه لهذا المنصب؛ إذ كان سمارت متزوجًا من ابنة فارس نمر، صاحب جريدة المقطم، الذي كان في الوقت ذاته خال والد كريم ثابت.
ظل كريم ثابت في منصبه هذا عشر سنوات، انتهت بسقوط فاروق سنة 1952. وقد راح كريم ثابت ضحية موقعه من الملك؛ إذ قبض عليه الضباط الأحرار وقضى في السجن فترة طويلة، كتب أثناءها الفصول الأولى من مذكراته عن حياته في القصر الملكي، وهي المذكرات التي لم تُنشر إلا في نهاية التسعينيات من القرن العشرين، بعد وفاة كريم ثابت. وقد صدرت هذه المذكرات عن دار الشروق في جزءين، أولهما بعنوان «عشر سنوات مع فاروق»، والآخر بعنوان «فاروق كما عرفته»، وكتب مقدمتها محمد حسنين هيكل، وأثارت جدلًا واسعًا نظرًا لتشكيك بعض من عاصروا الأحداث ذاتها في محتواها.